# Uldzsiro 3-ka állomás
Uldzsiro 3-ka (Euljiro 3-ga) állomás metróállomás a szöuli metró 2-es és 3-as vonalán.

## Viszonylatok
| 2-es vonal                                                | 2-es vonal | 2-es vonal                                                                    |
| --------------------------------------------------------- | ---------- | ----------------------------------------------------------------------------- |
| Uldzsiro 1-ka (Euljiro 1-ga) (külső oldal) Városháza felé | fő vonal   | Uldzsiro 4-ka (Euljiro 4-ga) (belső oldal) Cshungdzsongno (Chungjeongno) felé |
| 3-as vonal                                                |            |                                                                               |
| Csongno 3-ka (Jongno 3-ga) Tehva (Daehwa) felé            | fő vonal   | Cshungmuro (Chungmuro) Ogum (Ogeum) felé                                      |